# Ziqqurat de Aqar Quf
El ziqqurat de Aqar Quf es un ziqqurat ubicado en Dur-Kurigalzu, actual Aqar Quf. Para los viajeros de los siglos XVIII y XIX fue considerado como la torre de Babel. Actualmente está en proceso de restauración con estructuras metálicas para que los turistas puedan acceder a él.